# Naissance en 1195
Naissance
- 1191
- 1192
- 1193
- 1194
- 1195
- 1196
- 1197
- 1198
- 1199

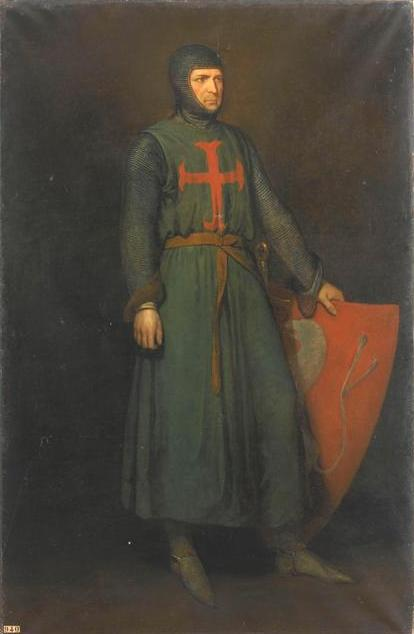
Amaury VI de Montfort, né vers 1195.

Cette page dresse une liste de personnalités nées au cours de l'année 1195 :
- Antoine de Padoue, prêtre franciscain, prédicateur de l’ordre des Franciscains.
- Georges IV de Géorgie,  roi de Géorgie.
- Guilhem Figueira, jongleur et troubadour de Toulouse.
- Henri IV de Limbourg, duc de Limbourg et de Berg.
- Philippe II de Courtenay-Namur,  marquis de Namur.
- Philippa de Champagne, dame de Ramerupt et de Venizy.
- Princesse Shōshi, Impératrice consort du Japon.
- Rousoudan Ire de Géorgie, reine de Géorgie de la dynastie des Bagratides.
- Urbain IV, pape.

date incertaine (vers 1195)
- Amaury VI de Montfort, comte de Montfort, comte titulaire de Toulouse, vicomte d'Albi, vicomte de Béziers et de Carcassonne, connétable de France.
- Thomas du Perche, comte du Perche.

## Crédit d'auteurs
- Cet article est partiellement ou en totalité issu de l'article intitulé « 1195 » (voir la liste des auteurs).